# 평나산
평나산(平那山)은 황해북도 개성시 박연리에 있는 산이다. 고려의 시조인 성골 장군이 살았다고 한다.

## 같이 보기
- 충청남도 천안시 성거산
- 고려의 건국 신화